# Pata Zoo
Koordinaten: 13° 46′ 16,7″ N, 100° 29′ 2,5″ O
Der Pata Zoo (Thai: สวนสัตว์พาต้า) ist ein privater zoologischer Garten in der thailändischen Hauptstadt Bangkok. Er befindet sich auf dem Kaufhaus Pata Pinklao im Bezirk Bang Phlat. Der Pata Zoo ist zusammen mit dem Kaufhaus seit Anfang 1983 in Betrieb. Seitdem steht er in der Kritik von Tierschützern- und Forschern.

## Themenbereiche
Der Zoo befindet sich im 6. und 7. Stockwerk des Pata-Pinklao-Hochhauses. In dem Zoo befinden sich vor allem exotische Tiere. Folgende Tierarten gibt es:
Im 6. Stockwerk befinden sich alle nachtaktive Tiere, da es anders als im 7. Stockwerk (auf dem Dach) keine direkte Sonneneinstrahlung gibt. Außerdem befinden sich dort Reptilien- und Amphibienarten. Außergewöhnlich sind die vielen Dunklen Tigerpythons mit Albinismus, die der Zoo erfolgreich züchtet. Außerdem werden Exemplare des Riesen-Süßwasserstechrochen gezeigt, die vor dem Aussterben bedroht sind.
Im 7. Stockwerk leben vor allem Säugetiere (Meerschweinchen, Kaninchen, Goldschakale, diverse Affen-, Großkatzen- und Bärenarten) sowie Vögel (inkl. Pinguine). Vor allem die Haltung der Menschenaffen wird von Tierschützern kritisiert. Zudem befinden sich ein botanischer Garten und ein künstlicher Wasserfall im 7. Stock.

## Kritik an Tierhaltung
Seit Jahren fordern Tierschützer, darunter auch die PETA, führende Primatenforscher und Prominente, eine Schließung des Zoos oder eine Umwandlung in einen botanischen Garten mit Kleintierzoo. Laut den Tierschützern haben die Tiere auf dem Hochhausdach zu wenig Platz für ein artgerechtes Leben, daher fehlen häufig auch genügend Artgenossen. Die weltbekannte Primaten-Verhaltensforscherin Jane Goodall meinte, dass der Pata Zoo einer der schlimmsten Zoos sei, den sie gesehen habe, vielmehr kein Zoo, sondern ein Gefängnis.

### Bua Noi

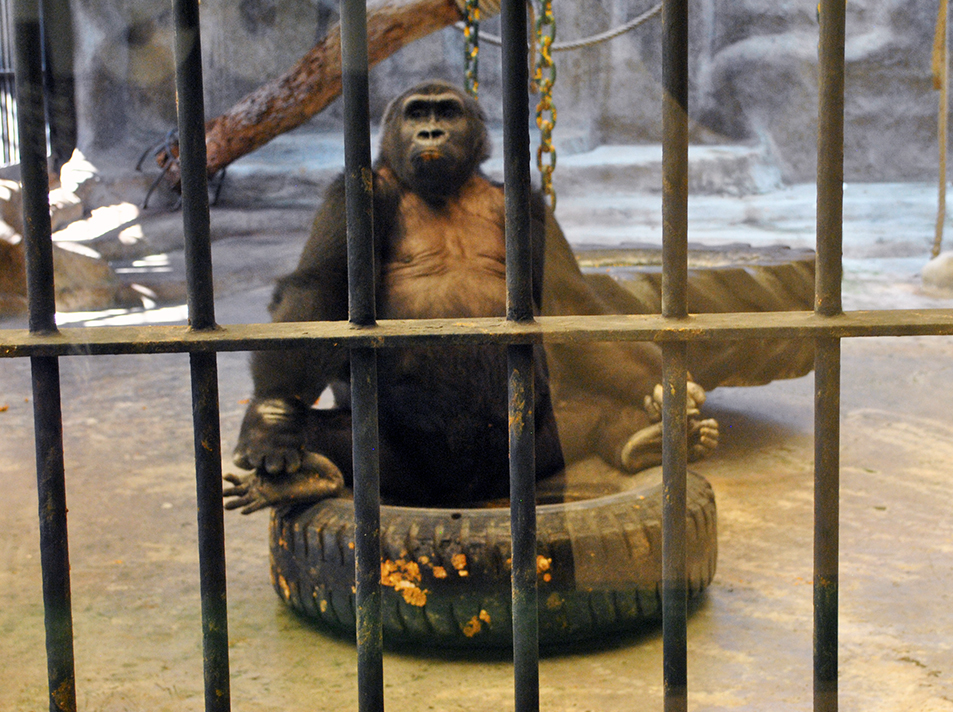
Bua Noi im Pata Zoo

Als Beispiel nennen die Tierschützer ein über 33 Jahre altes Gorilla-Weibchen namens Bua Noi (Thai: บัวน้อย, übersetzt: "kleiner Lotus"). Sie ist der einzige Gorilla, der in Thailand lebt. Das Tier lebt seit 1987 in dem Zoo in einem kleinen Gehege ohne Artgenossen. Die Leitung wies die Kritik jedoch zurück, der Zootierarzt und der Zoodirektor bestehen darauf, dass sie bei guter geistiger und körperlicher Gesundheit sei. Dies wird jedoch von Tierforschern angezweifelt.
Tierschützer reichten im September 2014 eine Petition mit 35.000 Unterschriften beim thailändischen Naturschutzamt (DNP) ein, in der sie die Schließung des Zoos und die sofortige Entfernung von Bua Noi aus dem Zoo forderten. Die DNP antwortete, indem sie erklärte, sie könne die Lizenz des Pata-Zoos nicht entziehen, da der Zoo nichts gegen das Gesetz getan habe.
Im März 2015 wurde berichtet, dass die thailändischen Behörden den Pata Zoo beschuldigten, gegen mehrere Gesetze verstoßen zu haben, und die Entfernung aller großen Tiere, einschließlich Bua Noi, aus dem Zoo angeordnet haben. Der Zoo weigerte sich, den Gorilla zu befreien und an einen anderen Zoo zu übergeben. Bis heute sitzt der Gorilla in dem Gehege. Ende 2020 hat die amerikanische Sängerin Cher einen Brief an Thailands Umweltminister geschrieben und bat ihn, ihr bei ihrer Mission zur Freilassung des Gorillas zu helfen.

### Illegale Haltung Bonobos
Im Pata Zoo werden auch Bonobos unter nicht artgerechten Bedingungen gehalten. Tierforscher vermuten, dass der Zoo die Bonobos illegal angeschafft hat. Dies bedeutet, dass die Tiere wahrscheinlich als Jungtiere von Wilderern aus der Wildnis in der Demokratischen Republik Kongo gefangen wurden und durch die Tiermafia weiterverkauft wurden.
Sollten die Bonobos nach 1992 in den Zoo gelangt sein, dann sind sie illegal dort, da die Demokratische Republik Kongo, das einzige Land mit wilden Bonobos, 1992 die Ziele des CITES-Abkommens zur Bekämpfung des Wildtierhandels umgesetzt hat. Die Tiere müssten im Jahr 2021 also mindestens 29 Jahre alt sein. Der Primatologe Ian Redmond schätzt das Alter jedoch auf unter 20 Jahren ein. Die Thailändische Regierung wollte den Fall untersuchen, steht jedoch hinter dem Zoo, sodass die Bonobos bis heute in dem Zoo leben. Auf der CITES-Konferenz 2018 in Genf versuchten Delegierte der Demokratischen Republik Kongo, Tierschützer und der Journalist Michel Abdollahi, die thailändische Regierung zur Rechenschaft zu ziehen, diese wich aber aus.

### Aktuelle Situation
Nach einem Brand im Zoo 2020 schrieben Gillian Anderson und PETA an den Besitzer und baten ihn, „aufrichtig darüber nachzudenken, wie das Leben der Tiere dort ist, und zu der Entscheidung zu kommen, ihn zu schließen.“
Es gibt häufig Demonstration vor dem Einkaufszentrum. Viele Unternehmer verlassen das Kaufhaus, um gegen die schlechte Tierhaltung des Zoos zu protestieren. Aufgrund der COVID-19-Pandemie und des großen Drucks der Tierschützer sind die Einnahmen des Kaufhauses zurückgegangen.